# Georges Polet
Pour les articles homonymes, voir Polet.
Georges Hyacinthe Polet, né le 2 août 1853 à Fexhe-Slins et décédé le 25 décembre 1935  est homme politique belge wallon, membre du parti catholique.
Il fut propriétaire foncier. Il fut élu conseiller communal de Fexhe-Slins (1910-1921), conseiller provincial de la province de Liège (1882-1904), député de l'arrondissement de Liège (29/05/1904-1919) et finalement sénateur (provincial) de Liège (12/12/1921-1932).
Il fut marié à Marie Sacré, prédécédée.